# دیرک ماسکول
دیرک ماسکول (انگلیسی: Dirk Muschiol؛ زادهٔ ۱۳ آوریل ۱۹۶۹) بازیکن فوتبال اهل آلمان است.
از باشگاه‌هایی که در آن بازی کرده‌است می‌توان به باشگاه فوتبال بلاو-وایس ۹۰ برلین اشاره کرد.